# Земля-616

Некоторые персонажи Земли-616.

В мультивселенной Marvel, Земля-616 (англ. Earth-616) или 616-я Земля — название вымышленной вселенной, в которой происходят события основного канона комиксов издательства Marvel Comics. Различия между вселенными описываются в сравнении с Землёй-616, если не указано другое.

## Происхождение
Термин «Земля-616» впервые появился в сюжете Rough Justice Алана Мура и Алана Дэвиса, опубликованном в июле 1983 года издательством Marvel UK в рамках антологии комиксов о Сорвиголове, а позже был переиздан в коллекционном издании Капитана Британии. Сатурнин использует термин для отделения Капитана Британии Брайана Бреддока от других членов Корпуса Капитана Британии, которые живут в разных вселенных. Позднее, обозначение стало использоваться в комиксах Excalibur американского издательства Marvel Comics, в которых также появлялся и сам Брайан Бреддок. Серия была написана Крисом Клермонтом, создателем Капитана Британии, а проиллюстрирована художником Аланом Дэвисом.
Как правило, авторство термина приписывается Алану Муру, например, редактором Marvel Томом Бревуртом. Однако Алан Дэвис заявил, что Земля-616 была придумана Дэвидом Топом — предыдущим автором Капитана Британии и писателем Marvel UK. Вокруг числа 616 в названии также бытует несколько мнений. Джор Реппион, британский автор комиксов и муж дочери Алана Мура, утверждал, что Мур выбрал число 616 случайно, так как «всегда была только Земля-1 или Земля-4, но никто не говорил о больших цифрах», и оно не имеет никакого скрытого значения. Тем не менее, по словам Алана Дэвиса, 616 является вариацией числа зверя и было выбрано Торпом так как он «не был поклонником современного жанра супергероев и выразил это в своей истории».

## Упоминания Земли-616
По умолчанию персонажи проживают во вселенной Земля-616, однако её обозначение встречается редко. Большинство непосредственных ссылок на Землю-616 присутствует в комиксах издательства Marvel UK, а также в Excalibur и сборниках-руководствах по изданиям Marvel, таких как Alternate Universes (2005).
- В Marvel 1602 #6 (март 2004) Уату Наблюдатель описывает вселенную как Землю-616.
- В Marvel Knights 4 #15 (апрель 2005) Земля-616 упоминается как одна из вселенных.
- В Uncanny X-Men #462 (сентябрь 2005) изменения в реальности на Земле-616 стали причиной пространственно-временного сбоя, и Сатурнин предпринял попытку уничтожить вселенную, чтобы спасти все остальные.

Термин также появился в Exiles, в сюжетных врезках House of M, а также регулярно используется писателями Marvel при составлении справочника Marvel’s Official Handbooks. В 1996 году в серии DC vs. Marvel в рамках недолгого объединения издательств под эгидой Amalgam Comics объединились персонажи Земли-616 Marvel и Земли-1 DC, то же самое произошло в 2003 году во время событий кроссовера JLA/Avengers, в котором Лига Справедливости объединилась с Мстителями.
В основной непрерывности Marvel была по крайней мере одна попытка изменить номер Земли-616. В последней сюжетной арке X-Man (выпуски #71-74) писатель Стивен Грант стал называть планету Земля-611 из-за разрушения нескольких других «Земель» (которые, вероятно, были «выше по списку» в мультивселенной Marvel). Это изменение походило на Кризис на Бесконечных Землях, изданный DC Comics в 1985 году, и так и не было принято другими писателями Marvel.

## Вне комиксов

### Кинематографическая вселенная Marvel
- В фильме «Тор 2: Царство тьмы» (2013) Эрик Селвиг во время пребывания в психиатрической больнице рисует на доске несколько диаграмм и уравнений. Почти в центре доски можно увидеть подчёркнутые слова «Вселенная 616»[7].
- Во втором сезоне сериала «Железный кулак» (2018) Мисти Найт и Коллин Винг слышат в машине радиоперехват разговор полицейских, предупреждающий все подразделения о «множественных погибших в ночном клубе неподалёку» и «коде 616». Мисти объясняет, что 616 — это полицейский код для «возможного подозреваемого со сверхспособностями»[8].
- В фильме «Мстители: Финал» (2019) фургон Человека-муравья находился на складе с пометкой «616».
- В фильме «Человек-паук: Вдали от дома» (2019) Мистерио утверждает, что основная вселенная называется «Земля-616». Однако ранее в пятом томе «Официального справочника вселенной Marvel от А до Я» (2008) КВМ обозначалась как «Земля-199999», что нашло отражение и в последующих упоминаниях киновселенной[9][10].
- В фильме «Доктор Стрэндж: В мультивселенной безумия» (2022) Кристина Палмер с Земли-838 сообщает Доктору Стрэнджу, что его вселенная называется «Земля-616»[11][12].

### В других проектах
- В мультфильме «Человек-паук: Через вселенные» (2018) на мониторе вместе с другими Землями отображается и Земля-616, а Питер Б. Паркер попадает на Землю-1610 (Ultimate Marvel), когда межпространственная машина начинает давать сбои.
- В сиквеле, «Человек-паук: Паутина вселенных» (2023), Питер Б. Паркер указан как житель «Земли-616B».

## Мнения редакторов
Бывший главный редактор Marvel Comics Джо Кесада, а также редактор Том Бревурт заявляли о своей нелюбви к термину. Мнение Тома Бревурта:
Я могу с уверенностью сказать, что те из нас, кто регулярно работает над созданием комиксов, практически не пользуются этим обозначением — я вздрагиваю, когда слышу, что его кто-то использует. Для моего уха это звучит так глупо и противоречит той истории, которую мы пытаемся создавать и способу, который мы для этого используем.
Мнение Джо Кесада:
Я никогда не использую его, и я просто ненавижу этот термин и согласен с оценкой Тома. Я не могу вспомнить чтобы его когда-либо упоминали в офисе, по большей части он используется только в интернете. Я думаю, что термин действительно вошел в моду, когда появилась Ultimate-вселенная, но в моём понимании всё различить довольно просто — есть основная вселенная Marvel, а есть Ultimate-вселенная Marvel. Кроме того, всё это напоминает Землю-1, Землю-2 и Землю-прайм в DC Comics, которые никогда не были приняты, но, тем не менее, вошли в основной обиход.